# Кадисский карнавал
Кадисский карнавал (исп. Carnaval de Cádiz) — является одним из самых известных карнавалов в Испании. Проводится в городе Кадис, в провинции Андалусия. Карнавал посвящён сатире, сарказму, едкой критике и высмеиванию насущных общественных и политических проблем. Весь город участвует в карнавале более двух недель каждый год.
Признан частью сокровищницы нематериального культурного наследия Испании. Его историческая эволюция наделила карнавал ярко выраженным бунтарским характером.

## История
Первые упоминания о карнавалах Кадиса относятся к XVI веку. В процессе своего развития карнавал в Кадисе перенимает особенности итальянского языка, что объясняется в основном генуэзским влиянием. После переселения турок в Средиземноморье итальянские купцы перебрались на запад в Кадис. Его расположение соответствовало коммерческим целям, которые искали генуэзцы: север и центр Африки. Маски, серпантины, конфетти были заимствованы из итальянского карнавала.
В конце XVI века во время карнавала жители Кадиса вырывали цветы из горшков, чтобы в шутку бросать их друг в друга. Другими документами, которые фиксируют празднование карнавалов, являются Конституция Синода 1591 года и Устав Семинарии Кадиса 1596 года. Оба содержат указания на то, что религиозные деятели не участвовали в празднествах так, как это делали светские. Эти упоминания о карнавале подтверждают, что уже в конце XVI века празднества имело глубокие корни среди жителей Кадиса.
Есть также упоминания о XVII веке. Документ 1636 года признает бессилие гражданской власти против народного праздника. В письме генерала Менкоса, датированном 7 февраля 1652 года, сообщается, что кадисские рабочие отказались отремонтировать лодку, потому что они находились на карнавале. Есть также свидетельства событий 1678 года, когда священнослужитель Николас Аснар был обвинен в прелюбодеянии с Антонией Хиль Морена, с которой он познакомился во время карнавала.

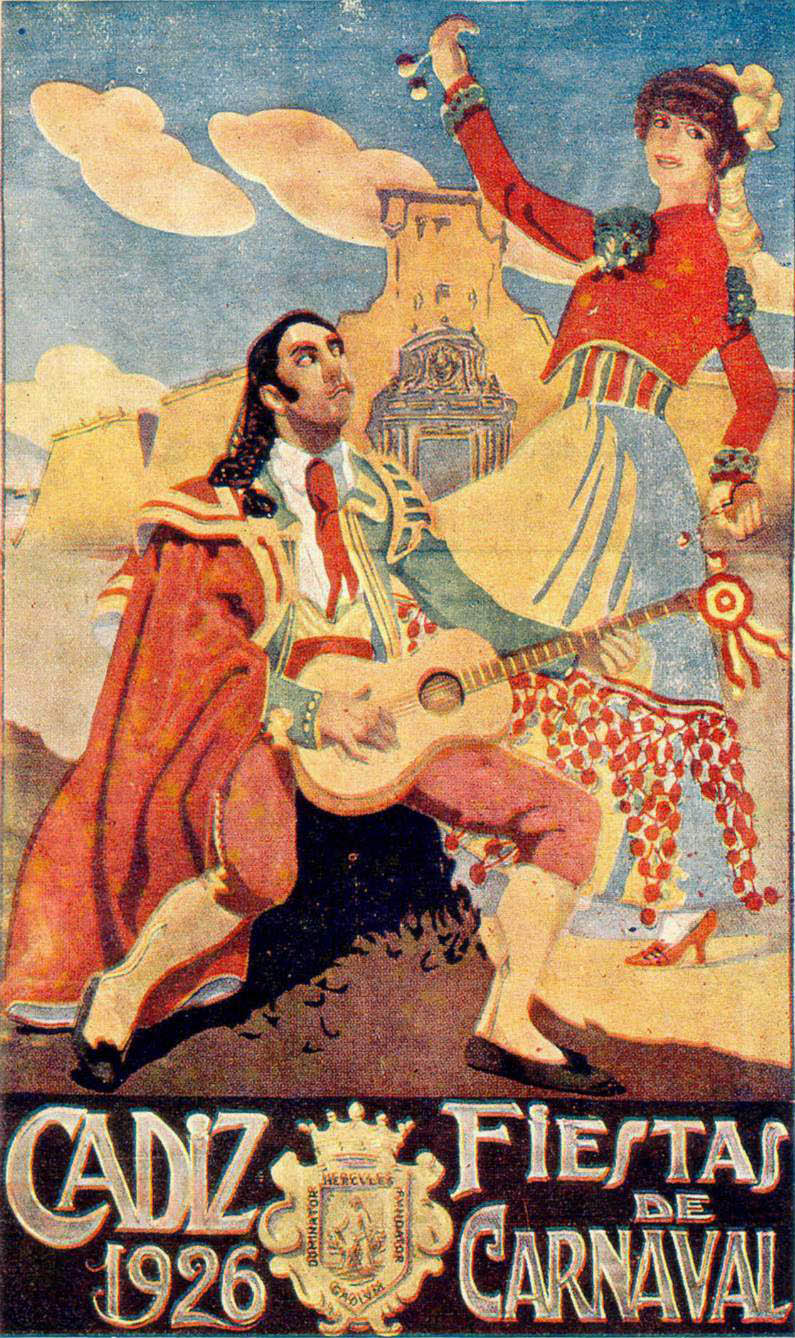
Афиша карнавала в 1926 году

Начиная с XVIII века повторяются попытки властей изгнать карнавал. В 1716 году были запрещены танцы в масках, и эти ограничения повторялись на протяжении всего столетия. Несмотря ни на что, есть свидетельства, подтверждающие, что неуважение к приказу было весьма примечательным. На карнавале 1776 года в монастыре Санта-Мария и в монастыре Нуэстра-Сеньора-де-ла-Канделария были совершены бесчинства, что вызвало скандалы в городе. В том же году город посетил британский путешественник Генри Суинберн, который оставил свидетельства о праздновании карнавала жителями Кадиса.
Эти торжества отмечались даже во время французского вторжения. В 1937 года, во время Гражданской войны и битвы на Эбро, карнавал был запрещён. Лишь в 1947 году традиция была восстановлена. Это случилось после взрыва на складе в Сан-Севериано, в результате которого в городе погибло около 200 человек. Гражданский губернатор Карлос Мария Родригес де Валькарсель решил, что необходимо поднять настроение населения, и восстановил карнавал.

## Детали карнавала
Участники карнавала традиционно разделяются на группы. Самые известные: comparsas, chirigotas и choirs.
Comparsas включает в себя участников с остроумными и сатирическими песнями о политике, местных новостях и житейских обстоятельствах. Как правило, они поют оригинальные композиции, полные юмора. Каждая «кампаса», будь то профессиональная группа или любительское объедение друзей, родственников или коллег, имеет широкий репертуар. Они поют свои песни на улицах и площадях, а также на импровизированных площадках, например, на наружных лестницах домов; составляют живые картины под открытым небом. Обыкновенно члены этих групп носят одинаковые костюмы.
Chirigotas также объединяет единомышленников среди участников карнавала. Темы их выступлений связаны с актуальной информационной повесткой, но в отличие от других групп, здесь тексты и мелодии более весёлые и юмористичные.

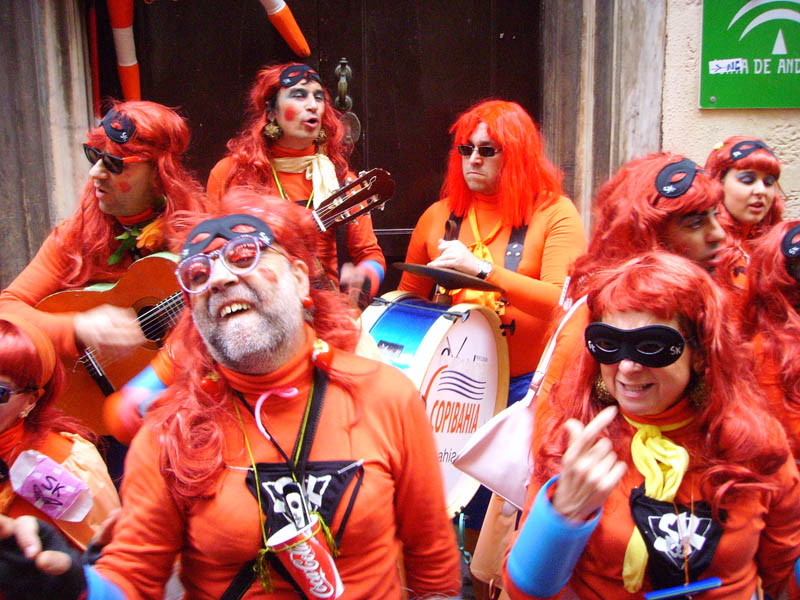
Карнавальная группа Chirigotas

В Сoros собираются большие группы людей, путешествующие по улицах города на открытых тележках или вагонах. Их выступления сопровождаются ансамблем из гитары и лютни. Характерная композиция — «Карнавальное танго». Здесь может чередоваться комичный и серьёзный репертуар, с особым акцентом на лирику. Считается, что участники этого направления готовят самые изысканные и продуманные костюмы.
На улицах Кадиса во время карнавала можно встретить квартеты (cuartetos), которые могут состоять из пяти, четырёх или трёх человек. Они не берут с собой гитару, только инструмент казу и две палочки, которыми они отмечают ритм. Они показывают постановочные театральные сцены, делают импровизации и играют музыку.
Конкретные музыкальные формы развивались на карнавале в Кадисе на протяжении многих лет. Вначале использовалась популярная музыка, а тропические ритмы смешивались с популярными европейскими танцами и песнями. Ближе к концу XIX века музыкальная идентичность карнавала была уже зрелой, и, хотя большинство названий (танго, пасодобль, куплет и т. д.) являются общими с другими музыкальными формами по всему миру, их мелодии, ритмы и т. д. и характер безошибочно оригинальны.
Примеры цитат карнавальных песен:
«О, какое совпадение идет мировая война. Люди даже не уважают то, что мы на карнавале» (1991).
«О, маленькая девочка, имей в виду, что я подмастерье, если не получится с первого раза, мне придется повторить» (1995).
«Луна приказала солнцу в отражениях воды спрятаться в углу и сделать ночь длиннее. Пусть она сделает ночь длиннее, чтобы унести секреты этого пляжа на моей маленькой лодке и оставить написанное на песке. Когда море поднимается, можно прочитать в его большом зеркале: Я люблю тебя, я люблю тебя, я люблю тебя» (2007).
«Февраль — великий хамелеон, который делает трусов храбрыми, превращает короля в шута, а народ воспевает правосудие» (2016).